# Sherjill Mac-Donald
Sherjill Mac-Donald (* 20. November 1984 in Amsterdam) ist ein niederländischer Fußballspieler. Seit Sommer 2008 steht der Stürmer beim englischen Erstligisten West Bromwich Albion unter Vertrag. Für die Rückrunde der Spielzeit 2008/09 wurde er an KSV Roeselare in die belgische Jupiler League ausgeliehen.

## Karriere

### Verein
Mac-Donald durchlief das Fußballinternat von Ajax Amsterdam, ehe er im Sommer 2000 seine Profikarriere beim FC Eindhoven startete. Bereits zur Folgesaison wechselte er zum belgischen Top-Klub RSC Anderlecht, wo er erste Einsatzzeiten in der Jupiler League, der höchsten belgischen Fußballliga, erhielt. Um ihm aber noch mehr Spielpraxis geben zu können, entschieden die Klubverantwortlichen ihn im Sommer 2004 an Heracles Almelo, in die Niederlande, und zur Saison 2005/06 nach Deutschland an den Hamburger SV zu verleihen. Bei den Hanseaten gab Mac-Donald am 2. August 2005 sein Debüt in der Regionalliga Nord gegen die Reserve von Werder Bremen. Seinen ersten Treffer erzielte der Niederländer beim 4:0-Auswärtssieg gegen Rot-Weiß Oberhausen am 3. September 2005. Während dieser Zeit stand er in Konkurrenz zu HSV-Stürmern wie Mustafa Kucukovic, Rouwen Hennings, Yusuf Adewunmi und Charles Takyi. Zum Saisonende kehrte er nach Anderlecht zurück. Schlussendlich trennte sich der Verein von Mac-Donald im Sommer 2006. Der Offensivspieler kehrte wieder in sein Heimatland zurück und fand in AGOVV Apeldoorn einen neuen Arbeitgeber. Dort zeigte er gute Leistungen und der damalige englische Zweitligist West Bromwich Albion holte ihn bereits im Winter als Leihspieler in die Football League Championship nach England. Zur Spielzeit 2007/08 wurde das Leihgeschäft um ein Jahr verlängert, ehe Mac-Donald im Sommer 2008 endgültig zu West Bromwich wechselte. Zum Ende der Saison 2007/08 sicherte sich sein neuer Verein den ersten Platz in der Liga, was den Aufstieg in die Premier League bedeutete. Zwischenzeitlich wurde Mac-Donald am 8. Februar 2008 an Hereford United, in die Football League Two, der vierthöchsten englischen Liga, verliehen. Bei seinem Debüt für Hereford gegen Dagenham & Redbridge konnte Mac-Donald zwei Treffer zum 4:1-Sieg beisteuern. Drei Tage darauf erzielte er gegen AFC Rochdale einen Hattrick. Im März kehrte er wieder zum Bromwich zurück. Sein Debüt in der Premier League gab Mac-Donald am 16. August 2008 gegen den FC Arsenal, als er in der 68. Minute gegen Marek Čech eingewechselt wurde. In der Winterpause der Saison 2008/09 entschied sich Bromwich zu einer erneuten Ausleihe und gab den Angreifer an den belgischen Verein KSV Roeselare ab.

### Nationalmannschaft
Im November 2006 gab Mac-Donald sein Debüt in der niederländischen U21. Gegner war die englische Juniorenauswahl.

## Erfolge
- Gewinn der Football League Championship mit West Bromwich Albion: 2008

## Wissenswertes
Mac-Donald ist surinamischer Herkunft. 